# Mtwara (Region)
Mtwara ist eine der 31 Regionen im Südosten von Tansania mit der Hauptstadt Mtwara.

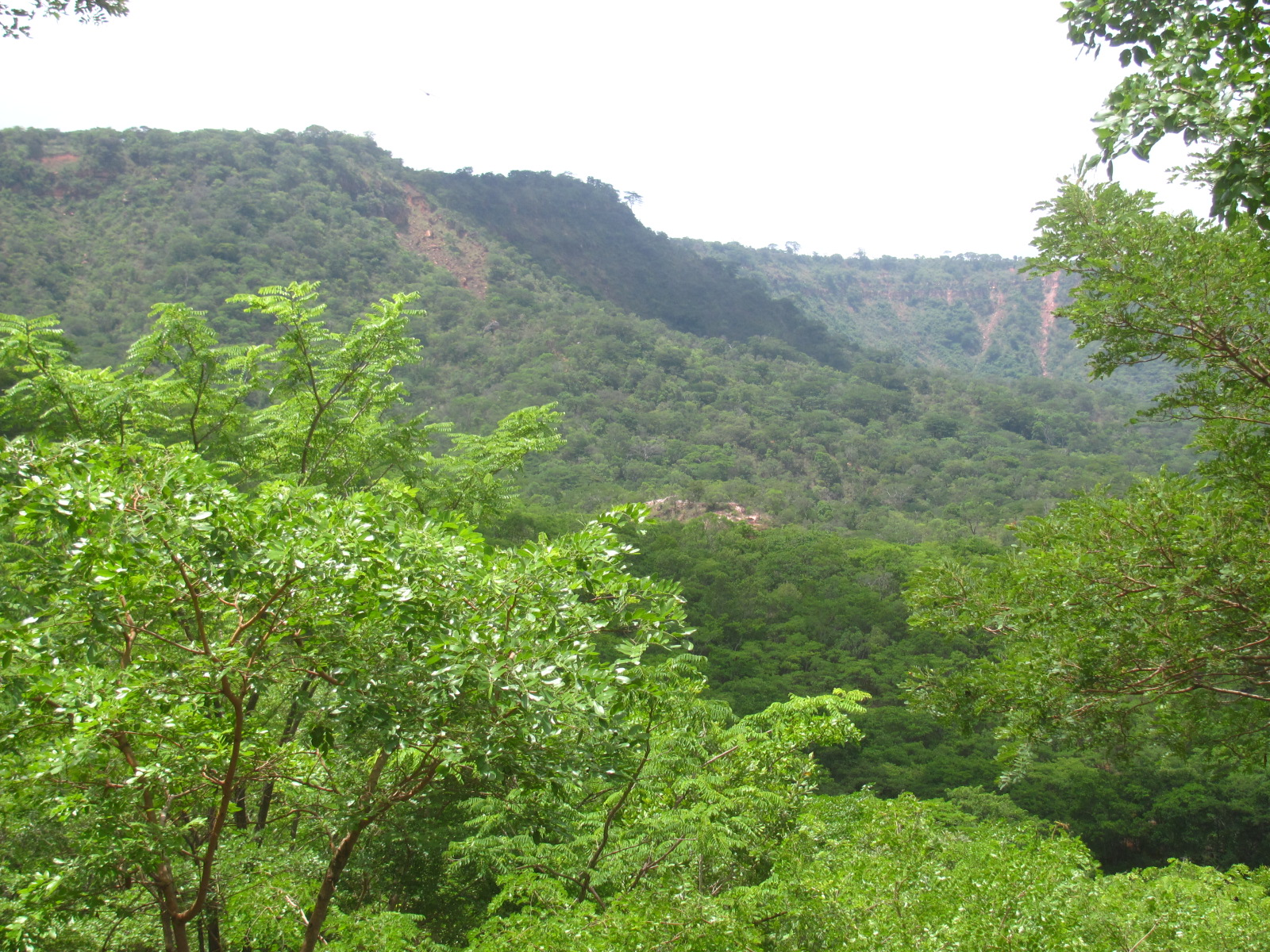
Makonde Plateau

## Geographie
Mtwara hat eine Fläche von 16.720 Quadratkilometer und 1,6 Millionen Einwohner (Volkszählung 2022).
Die Region wird topographisch in zwei Bereiche geteilt: Im Osten liegt das Makonde-Plateau mit einer durchschnittlichen Höhe von 300 bis 400 Meter über dem Meeresniveau. Es ist flach mit einzelnen felsigen Hügeln und fällt in die Flusstäler steil ab. Im Westen steigt es bis auf 900 Meter an, im Osten sinkt es auf 100 Meter ab. Entwässert wird es durch die Flüsse Maombi und Mbuo. Der westliche Landesteil wird nach Süden zum Fluss Rovuma entwässert, der die Südgrenze der Region bildet.

### Klima
Klimatisch wird die Region vom Indischen Ozean beeinflusst. In der Regenzeit von November bis Mai bringen Nordostwinde feuchte, warme Luftmassen, die den Großteil der jährlichen Niederschläge von 800 bis 900 Millimeter bewirken. Die Temperaturen liegen bei 27 Grad Celsius. Von Juni bis Oktober ist es trockener und kühler mit Temperaturen von 23 Grad Celsius. Niederschläge und Temperaturen nehmen nach Westen hin ab. Nach der effektiven Klimaklassifikation entspricht das dem tropischen Klima (Aw).
|                        | Jan  | Feb  | Mär  | Apr  | Mai  | Jun  | Jul  | Aug  | Sep  | Okt  | Nov  | Dez  |   |      |
| Mittl. Temperatur (°C) | 27,4 | 27,4 | 27,4 | 27,1 | 26   | 24,8 | 24,5 | 24,7 | 25   | 26   | 27,2 | 27,7 | ⌀ | 26,3 |
| Mittl. Tagesmax. (°C)  | 31,1 | 31,4 | 31,7 | 31,5 | 30,8 | 30   | 29,8 | 30,2 | 30,4 | 31   | 31,8 | 31,7 | ⌀ | 30,9 |
| Mittl. Tagesmin. (°C)  | 23,7 | 23,4 | 23,2 | 22,8 | 21,3 | 19,7 | 19,2 | 19,3 | 19,7 | 21,1 | 22,7 | 23,7 | ⌀ | 21,6 |
|                        |      |      |      |      |      |      |      |      |      |      |      |      |   |      |
| Niederschlag (mm)      | 189  | 172  | 185  | 170  | 47   | 13   | 12   | 10   | 15   | 20   | 47   | 144  | Σ | 1024 |

| 23,7 |

| 23,4 |

| 23,2 |

| 22,8 |

| 21,3 |

| 19,7 |

| 19,2 |

| 19,3 |

| 19,7 |

| 21,1 |

| 22,7 |

| 23,7 |

| 23,7 |

| 23,4 |

| 23,2 |

| 22,8 |

| 21,3 |

| 19,7 |

| 19,2 |

| 19,3 |

| 19,7 |

| 21,1 |

| 22,7 |

| 23,7 |

### Nachbarregionen

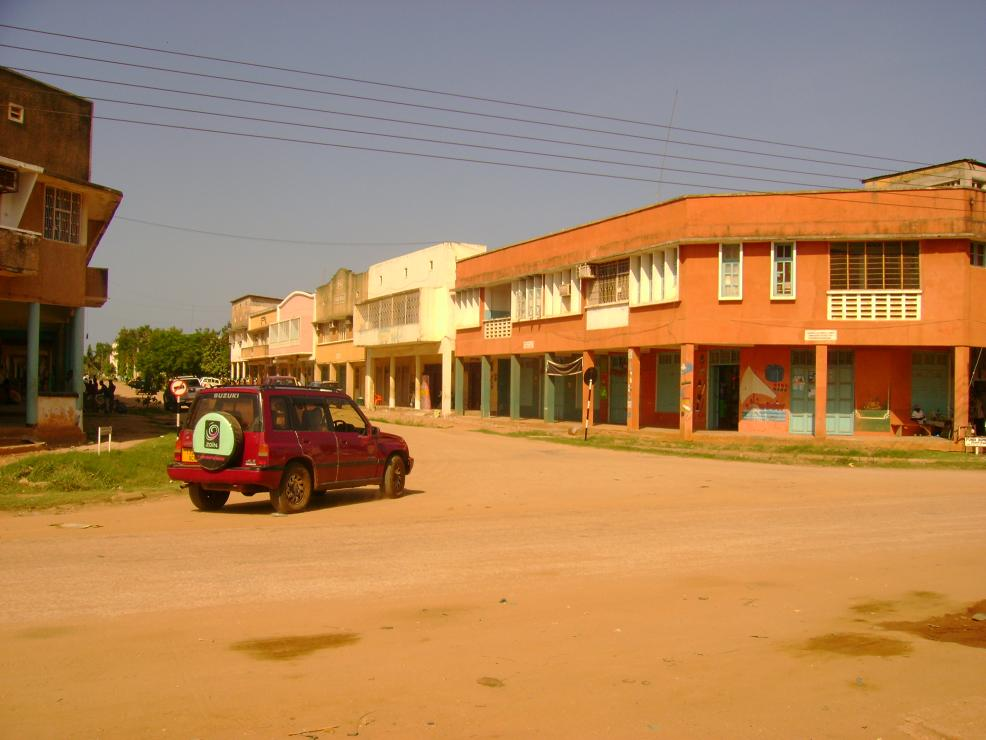
Stadtzentrum von Mtwara

|        | Lindi                                       |                 |
| Ruvuma | Kompassrose, die auf Nachbargemeinden zeigt | Indischer Ozean |
|        | Mosambik                                    |                 |

## Geschichte
Im Jahr 1971 wurde die Region Mtwara in der heutigen Form gegründet. Davor war das Gebiet Teil der Südprovinz, die auch die heutigen Regionen Ruvuma und Lindi umfasste, und bestand aus den drei Distrikten Masasi, Tandahimba und Nanyumbu. Der Name der Region geht auf das Wort „tragen“ in der Sprache Kannada zurück.

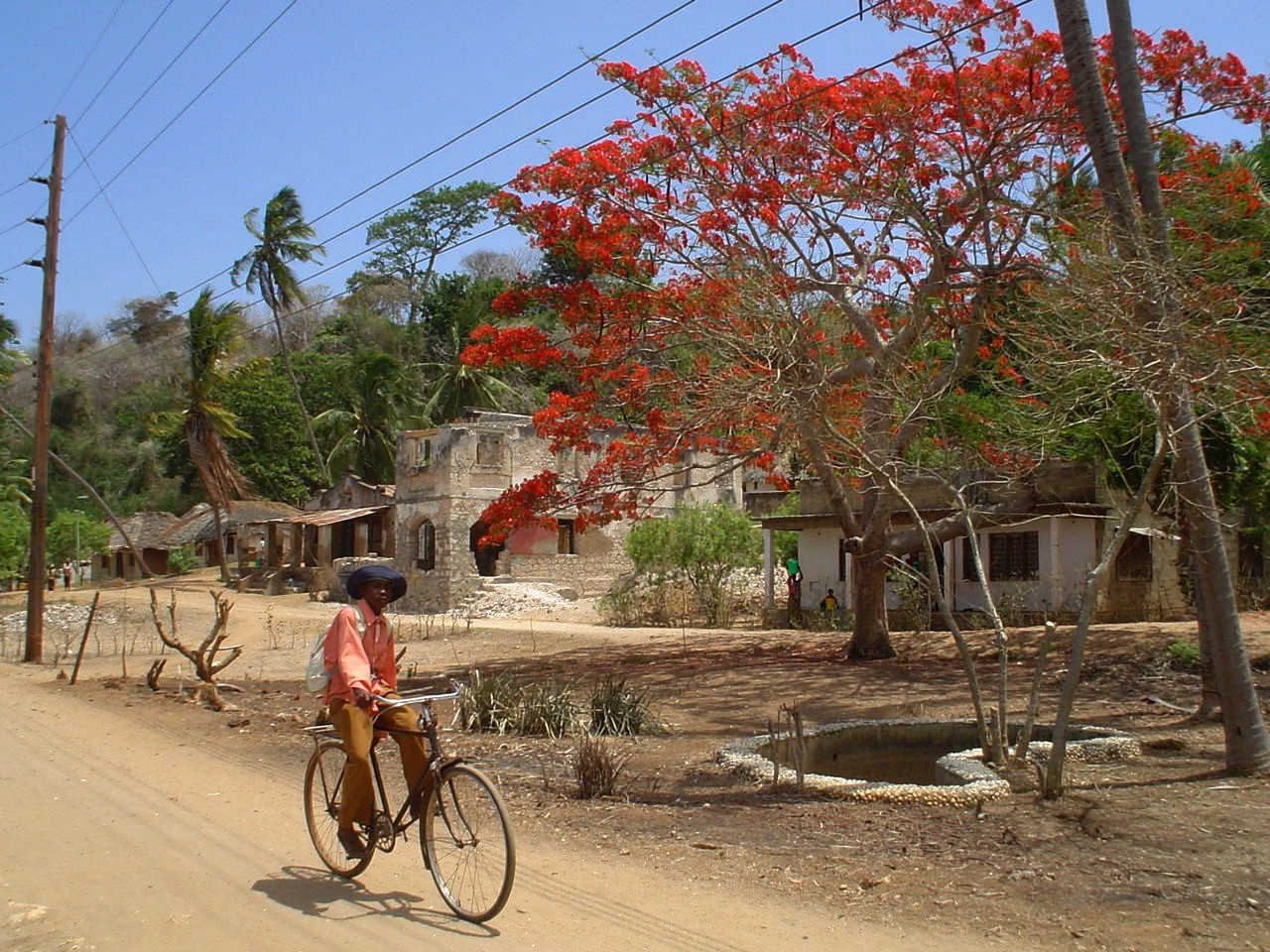
Mikindani, ein Ort westlich der Stadt Mtwara

Bei den Unruhen im benachbarten Moçambique haben islamistische Terroristen 2020 wiederholt den Rovuma überquert und auch Dörfer in Mtwara geplündert.

## Verwaltungsgliederung
Die Region wird in neun Distrikte eingeteilt:
| Distrikt    | Fläche km2 | Einwohner 2002 | Einwohner 2012 | Einwohner 2016 | Einwohner 2022 |
| ----------- | ---------- | -------------- | -------------- | -------------- | -------------- |
| Masasi      | 3869       | 309.375        | 350.689        | 273.940        | 314.778        |
| Masasi TC   | 3869       | 309.375        | 350.689        | 94.342         | 137.585        |
| Mtwara      | 3760       | 296.313        | 336.302        | 132.329        | 158.504        |
| Mtwara MC   | 3760       | 296.313        | 336.302        | 113.732        | 146.772        |
| Nanyamba TC | 5071       | 131.612        | 150.857        | 107.112        | 132.624        |
| Nanyumbu    | 5071       | 131.612        | 150.857        | 158.425        | 204.323        |
| Newala      | 2126       | 183.344        | 205.492        | 122.072        | 136.939        |
| Newala TC   | 2126       | 183.344        | 205.492        | 93.728         | 104.349        |
| Tandahimba  | 1894       | 203.837        | 227.514        | 238.927        | 299.073        |
| Summe       | 16.720     | 1.124.481      | 1.270.854      | 1.334.606      | 1.634.947      |

## Bevölkerung
Die größte ethnische Gruppe in Mtwara sind die Makonde, die überall in der Region, außer im westlichsten Teil, leben. Andere Gruppen sind Makua, Wayao, Wamatambwe und Mwela.
Die Bevölkerungspyramide zeigt eine Geschlechterverteilung von 89 Männer auf hundert Frauen. Auffällig ist auch die Basis der Pyramide: Es gibt deutlich mehr Zehn- bis Vierzehnjährige als Fünfzehn- bis Neunzehnjährige, danach blieb die Geburtenrate nahezu konstant. Die Alphabetisierung ist bei den Männern mit 70 Prozent höher als bei den Frauen mit 63 Prozent. Es können 78 Prozent der Stadtbewohner Lesen und Schreiben, jedoch nur 62 Prozent der Landbevölkerung (Stand 2012).

## Einrichtungen und Dienstleistungen
- Bildung: In der Region gibt es 659 Grundschulen, von denen sechs Privatschulen sind, 653 sind öffentliche Schulen. Von den 147 weiterführenden Schulen sind 135 öffentlich und zwölf privat.[13]
- Wasser: Rund ein Drittel der Bevölkerung hat Zugang zu sauberem Trinkwasser, sechzig Prozent der Stadtbewohner und 27 Prozent der Landbevölkerung (Stand 2012).[14]

## Wirtschaft und Infrastruktur
Mtwaras Wirtschaftsleistung ist in den Jahren 2011 bis 2016 um 73 Prozent gewachsen, der Beitrag zum nationalen Bruttoinlandprodukt stieg von 1,1 auf 1,6 Prozent der 21 Festlandregionen Tansanias. Die Region erwirtschaftet 2,6 Prozent des nationalen Bruttoinlandproduktes bei 1,9 Prozent der Fläche und 2,9 Prozent der Einwohner (Stand 2016).
| Die Landwirtschaft ist der wichtigste Wirtschaftszweig der Region, sie beschäftigt etwa neunzig Prozent der arbeitenden Bevölkerung. Mais, Reis, Maniok und Hirse sind die wichtigsten Nahrungsmittel für die Eigenversorgung, für den Verkauf werden vor allem Cashewnüsse angebaut. Neben dem Ackerbau ist auch die Viehzucht von Bedeutung. Von den insgesamt 342.165 Haushalten der Region halten 135.200 Nutztiere, überwiegend Hühner, aber auch Ziegen und Rinder. Die Klein- und Mittelbetriebe in der Region beschäftigen sich größtenteils mit der Verarbeitung von Produkten der Land- und Forstwirtschaft, so waren 42 Prozent der Betriebe Getreidemühlen und 40 Prozent Tischlereien (Stand 2015). | Hier fehlt eine Grafik, die leider im Moment aus technischen Gründen nicht angezeigt werden kann. Wir arbeiten daran! |

### Fremdenverkehr
Für den Fremdenverkehr interessant sind die Strände an der 125 Kilometer langen Küste des Indischen Ozeans. Daneben bieten die Wildreservate Lukwika-Lumesule und Msanjesi im Westen der Region Tierbeobachtungen und Jagden an.

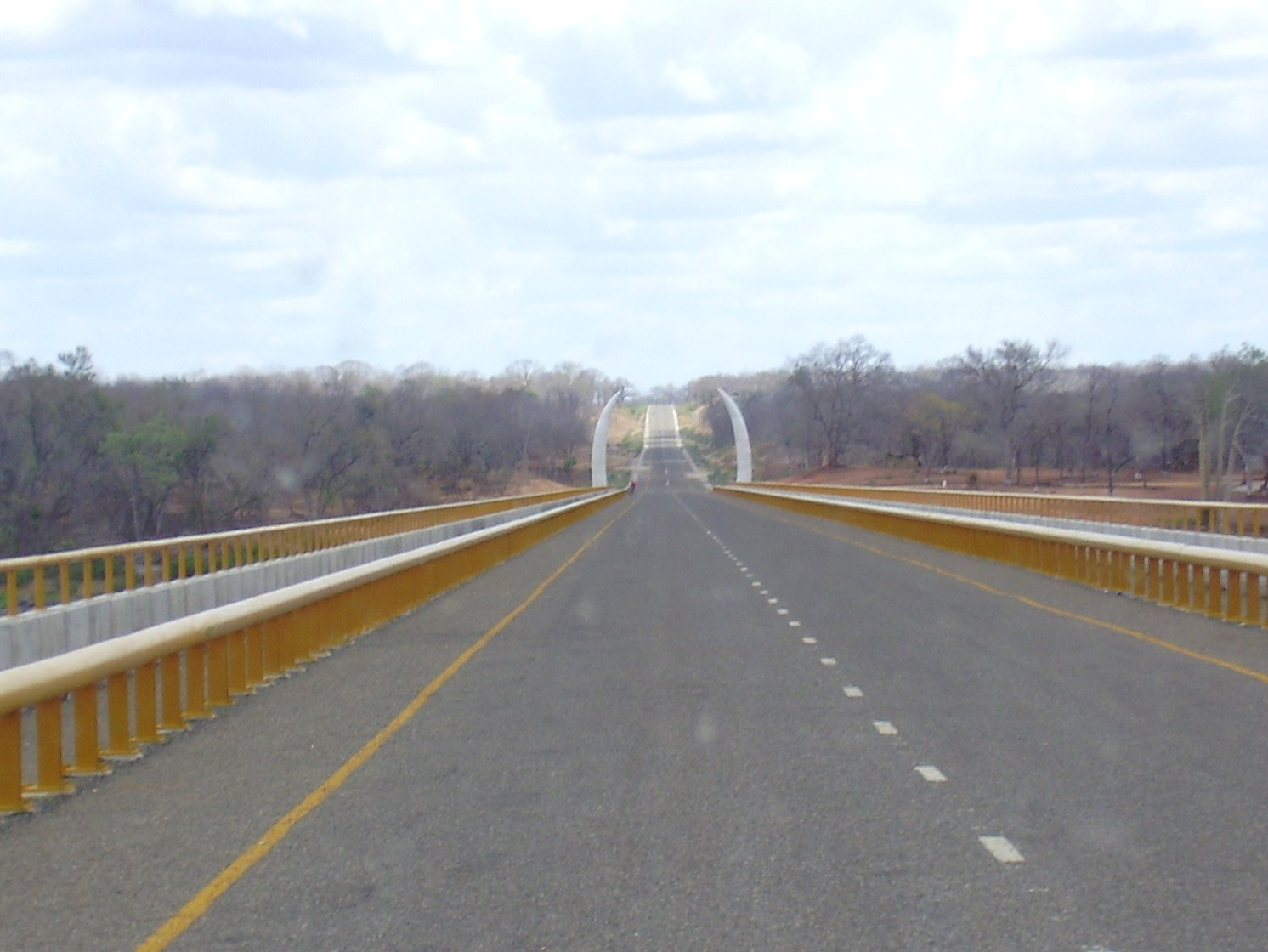
Brücke über den Fluss Rovumo

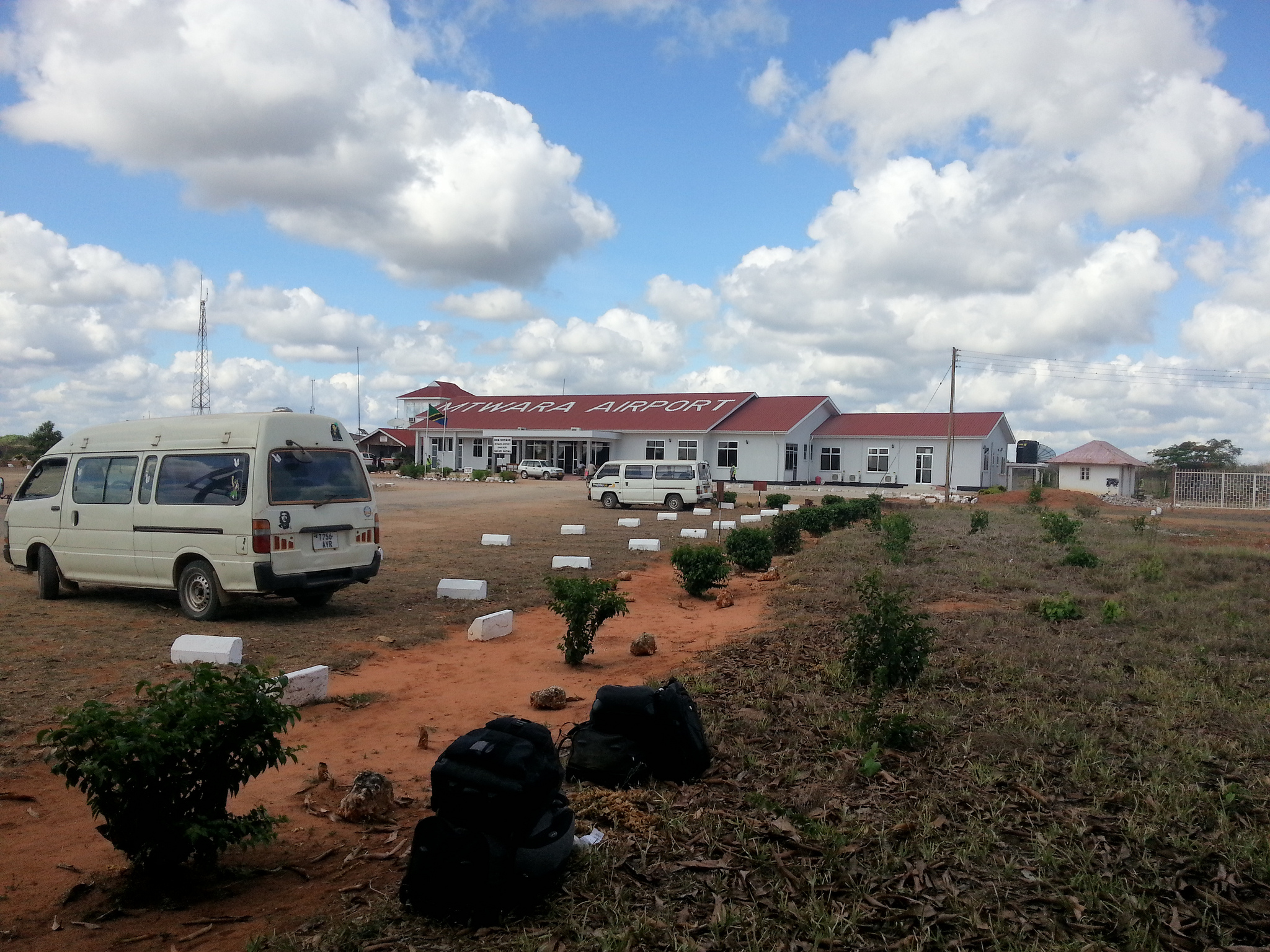
Flughafen Mtwara

### Infrastruktur
- Straßen: In der Region gibt es 295 Kilometer Fernstraßen, die vom Staat erhalten werden und das ganze Jahr befahrbar sind. Die 900 Kilometer Regionalstraßen, 2700 Kilometer Distriktstraßen und 3000 Kilometer Zubringerstraßen sind zu sechzig Prozent ganzjährig befahrbar.[20]
- Hafen: Mtwara ist mit Tanga einer der zwei kleineren Häfen am Indischen Ozean. Jährlich werden rund hundert Schiffe mit einer Gesamt-Tragfähigkeit von 100.000 DWT abgefertigt.[21]
- Flughafen: Der lokale Flughafen in Mtwara wird jährlich von 20.000 Passagieren angeflogen.[21]
- Elektrizität: Das 2007 erbaute Gaskraftwerk in der Stadt Mtwara hat eine Nennleistung von 18 Megawatt und ist die einzige Energiequelle der Region.[22]

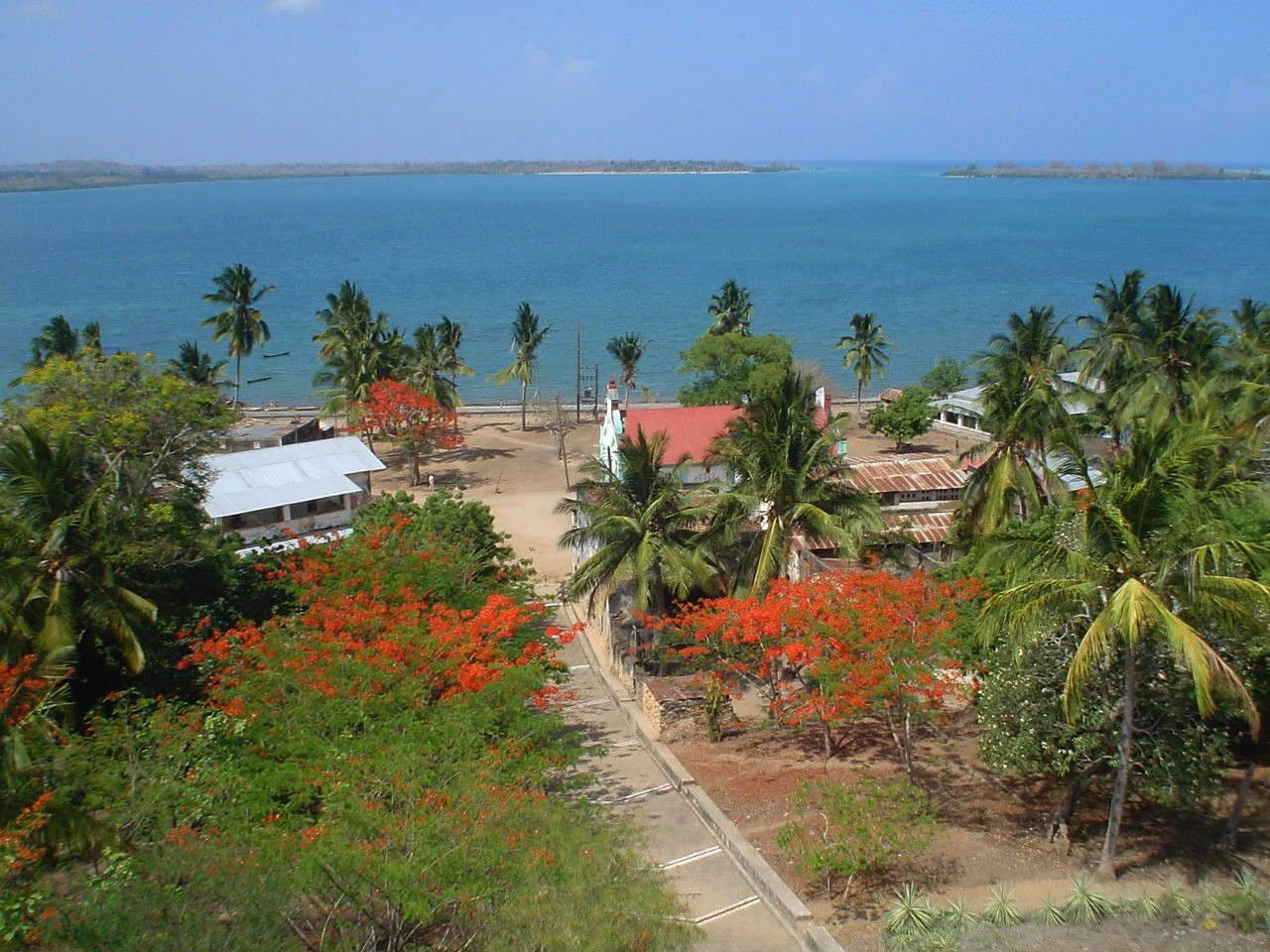
Mikandini Bay am Indischen Ozean

## Sehenswürdigkeiten
- Lukwika-Lumesule Wildreservat: Das im Südwesten, an der Grenze zu Mosambik liegende Wildreservat, wurde im Jahr 1996 eingerichtet und ist 444 Quadratkilometer groß. Es ist ein Jagdreservat mit Nipferden, Elefanten, Löwen, Leoparden, Büffeln und Wasserböcken.
- Msanjesi Wildreservat: Dieses Wildreservat ist 210 Quadratkilometer groß und liegt an der Grenze zur Region Lindi. Es wurde im Jahr 1995 eingerichtet und beherbergt Nilpferde, Elefanten, Löwen, Leoparden, Büffel und Wasserböcke.[23]
- Mikandini: Die Bucht liegt zehn Kilometer westlich der Stadt Mtwara und bietet lange Strände und unerforschte Riffe und ist selbst wegen seiner ins 15. Jahrhundert zurückreichenden Geschichte sehenswert.[24]